# Östra Tommarp
Östra Tommarp (før 1658 dansk: Tommerup) er en by i Simrishamns kommun i Skåne län og kirkeby i Östra Tommarps socken, beliggende i Österlen otte kilometer vest for Simrishamn ved Riksväg 11.

## Historie
Östra Tommarp var en klosterby i Sønder Åsbo Herred i Skåne. Som "Tommerup" var byen frem til en brand i 1304 en betydende dansk by. Siden overtog Simrishamn ved kysten byens handelsmæssige betydning. Tommerup mistede sine købstadsprivilegier i 1537 og mistede som følge af klosterets nedgang efter reformationen betydning.
I 1540 købte Mogens Gyldenstjerne Tommerup af Kronen. 
Rigsadmiral Ove Gjedde fødtes på sin fars gård i Tommerup i 1594. I 1658 blev han på sin gård i Tommerup taget til fange af svenskerne og hold fanget til freden i 1660.
Den danske konge havde møntværk i Tommerup og i 1775 gjordes et stort møntfund her.
Syd for byens kirke findes rester af Tommerup Kloster.
55°32′N 14°14′Ø / 55.533°N 14.233°Ø